# Tipula subtruncata
Tipula subtruncata är en tvåvingeart som beskrevs av Mannheims 1954. Tipula subtruncata ingår i släktet Tipula och familjen storharkrankar. Inga underarter finns listade i Catalogue of Life.